# Guys and Dolls (musical)
Guys and Dolls és un musical amb música i lletres de Frank Loesser i llibret de Jo Swerling i Abe Burrows. Es basa en "The Idyll of Miss Sarah Brown" (1933) i "Blood Pressure", que són dues històries curtes de Damon Runyon, i també manlleva personatges i elements argumentals d'altres històries de Runyon, com ara "Pick the Winner".
L'espectacle es va estrenar a Broadway el 1950, on es van realitzar 1.200 funcions i va guanyar el premi Tony al millor musical. El musical ha tingut diverses revivals a Broadway i Londres, així com una adaptació cinematogràfica el 1955 protagonitzada per Marlon Brando, Jean Simmons, Frank Sinatra i Vivian Blaine. Guys and Dolls va ser l'espectacle de cloenda de la primera temporada (1997-98) a la Sala Gran del Teatre Nacional de Catalunya, en una versió signada per Mario Gas
Guys and Dolls va ser seleccionat com a guanyador del Premi Pulitzer de Teatre de 1950. No obstant això, a causa de les simpaties comunistes de l'escriptor Abe Burrows exposades pel House Un-American Activities Committee (HUAC), els Trustees de la Universitat de Colúmbia van vetar la selecció i no es va atorgar cap Pulitzer per Drama aquell any.
El 1998, Vivian Blaine, Sam Levene, Robert Alda i Isabel Bigley, juntament amb el repartiment original de Broadway de l' àlbum del repartiment de Decca del 1950, van ser incorporats pòstumament al Grammy Hall of Fame.

## Rerefons
Guys and Dolls va ser concebut pels productors Cy Feuer i Ernest Martin com una adaptació de les històries curtes de Damon Runyon. Aquestes històries, escrites als anys vint i trenta, concernien a gàngsters, jugadors i altres personatges de l'inframón de Nova York. Runyon era conegut pel dialecte únic que feia servir en les seves històries, barrejant un llenguatge molt formal i argot. Frank Loesser, que havia passat la major part de la seva carrera com lletrista per a musicals de pel·lícules, va ser contractat com a compositor i lletrista. George S. Kaufman va ser contractat com a director. Quan es tractà la primera versió del llibret o diàleg de l'espectacle, escrit per Jo Swerling, es va considerar inutilitzable, Feuer i Martin van demanar a l'escriptor de comèdies de ràdio Abe Burrows que el reescrivís.
Loesser ja havia escrit gran part de la partitura per correspondre amb la primera versió del llibre. Burrows va recordar més tard:
Les catorze cançons de Frank Loesser eren fantàstiques i calia escriure el [nou llibre] perquè la història conduïa a cadascuna d'elles. Més tard, els crítics van parlar del programa com a "integrat". La paraula "integració" normalment significa que el compositor ha escrit cançons que segueixen la línia de la història amb gràcia. Bé, ho hem aconseguit però ho hem fet al revés.
Abe Burrows va dissenyar específicament el paper de Nathan Detroit al voltant de Sam Levene, que va signar pel projecte molt abans que Burrows escrivís una sola paraula de diàleg, una ruptura similar que Burrows va dir que va tenir quan més tard va escriure Cactus Flower per a Lauren Bacall. Al llibre “Honest, Abe: Is There Really No Business Like Show Business?”, Burrows recorda "Tenia el so de les seves veus al cap. Sabia el ritme del seu discurs i va ajudar a fer més intens i més real el diàleg". Tot i que Broadway i el veterà de pel·lícules Sam Levene no eren cantants, es va acordar que per altra banda era perfecte com Nathan Detroit; de fet, Levene era un dels actors preferits de Runyon. Frank Loesser va acceptar que era més fàcil ajustar la música a les limitacions de Levene que substituir-lo per un cantant millor que no pogués actuar. La manca de capacitat de cant de Levene és la raó per la qual el paper principal de Nathan Detroit només té una cançó, el duet "Sue Me".
El compositor i lletrista Frank Loesser va escriure específicament "Sue Me" per a Sam Levene i va estructurar la cançó de manera que ell i Vivian Blaine mai no cantessin junts el seu duet showstopping. Fill d'un cantor, Sam Levene, parlava corrent el jiddisch: "Molt bé, ja sóc un no-goodnick; bé, ja és cert, doncs no? Així que em demanden". Frank Loesser va sentir "Nathan Detroit hauria de ser interpretat com un noi dur de Broadway que cantava amb més gra que salsa. Sam Levene cantava" Sue Me "amb un meravellós sabor runyonesc que el seu cant havia estat fàcil de perdonar. havia estat força encantador per la seva ineptitud ". "Musicalment, Sam Levene pot haver estat sord, però va habitar el món de Frank Loesser com un personatge més que una caricatura", diu afirma Larry Stempel, professor de música a la Universitat de Fordham i autor de Showtime: A History of the Broadway Musical Theater.
El personatge de Miss Adelaide va ser creat específicament per encabir Vivian Blaine al musical, després que Loesser decidís que no era adequada per interpretar a la conservadora Sarah. Quan Loesser va suggerir reprendre algunes cançons en el segon acte, Kaufman va advertir: "Si reproduïu les cançons, repetirem les bromes"

## Sinopsi

### Acte I

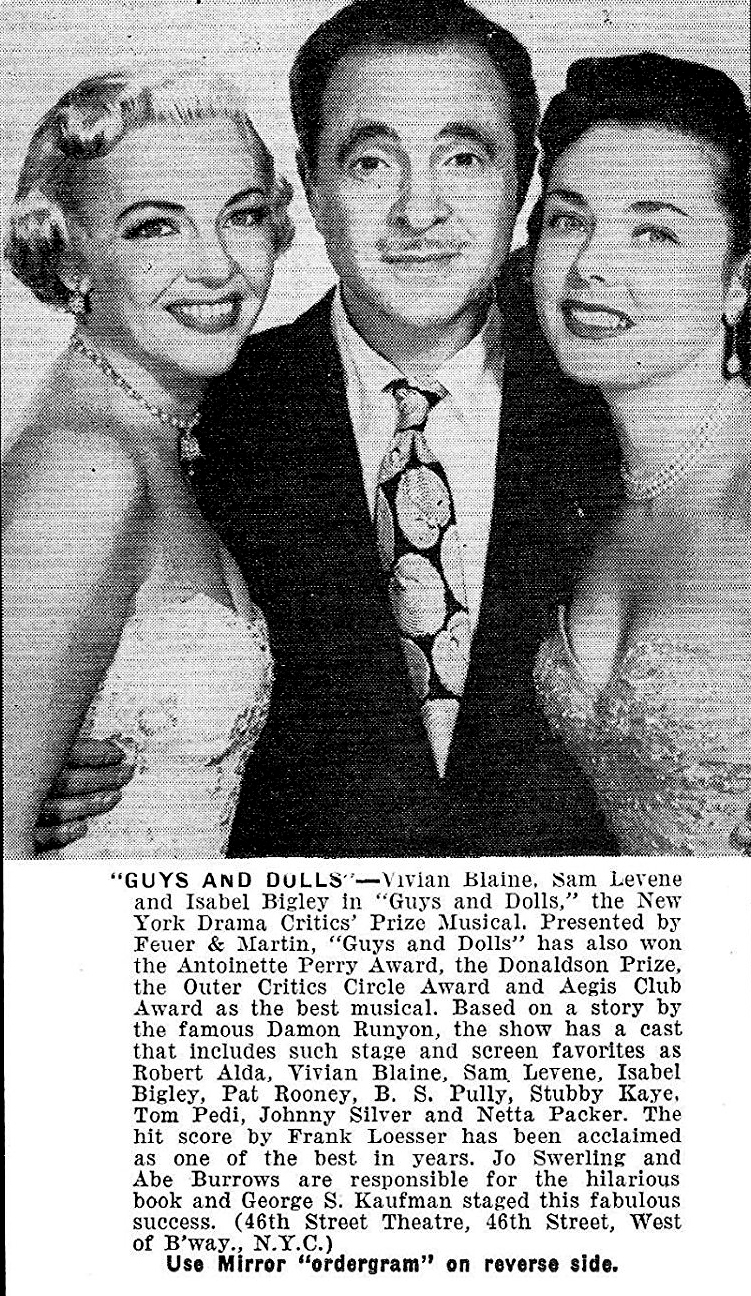
New York Mirror "Theater-Ticket Ordergram" amb les estrelles originals de Broadway: Vivian Blaine, Sam Levene i Isabel Bigley el 1950, producció de Broadway Guys and Dolls al 46th Street Theatre

Una pantomima d'activitats sense parar representa l'enrenou de la ciutat de Nova York ("Runyonland"). Tres jugadors de poca monta, Nicely-Nicely Johnson, Benny Southstreet i Rusty Charlie, discuteixen sobre quin cavall guanyarà una gran cursa ("Fugue for Tinhorns"). Els membres de la missió Save-a-Soul, dirigits per la piadosa i bella sergent Sarah Brown, demanen als pecadors que "segueixin el plec" ("Follow the Fold") i es penedeixin. El cap de Nicely i Benny, Nathan Detroit, té un tuguri de joc flotant il·legal. A causa de la forta presència armada del tinent Brannigan, el policia local només ha trobat un lloc probable per celebrar el joc: el "garatge Biltmore". El seu propietari, Joey Biltmore, requereix un dipòsit de seguretat de 1.000 dòlars, i Nathan està arruïnat ("The Oldest Established"). Nathan espera guanyar una aposta de 1.000 dòlars contra Sky Masterson, un jugador disposat a apostar per pràcticament qualsevol cosa. Nathan proposa una aposta que creu que no pot perdre: Sky ha d'emportar una dona que triï Nathan a sopar a l'Havana, Cuba. Sky està d'acord i Nathan tria Sarah Brown.
A la missió, Sky intenta fer un tracte amb Sarah; oferint-li "una dotzena de pecadors autèntics" a canvi de la cita a l'Havana. Sarah es nega i discuteixen sobre de qui s'enamoraran ("I'll Know"). Sky besa a Sarah i ella li dona una bufetada. Nathan va a veure la seva promesa de fa 14 anys, Adelaida, interpretar el seu acte al nightclub ("A Bushel and a Peck"). Després del show, li demana que es casa amb ella una vegada més, dient-li que fa dotze anys que envia cartes a la seva mare afirmant que han estat casats amb cinc fills. Descobreix que Nathan segueix dirigint el tuguri d'apostes. Després de fer-lo fora, llegeix un llibre mèdic que li explicava que el seu refredat de llarga data pot ser degut a la negativa de Nathan a casar-se amb ella ("Adelaide's Lament").
L'endemà, Nicely i Benny observen com Sky persegueix Sarah, i Nathan intenta recuperar el favor d'Adelaida. Declaren que els nois faran qualsevol cosa per les noies que estimen ("Guys and Dolls"). La general Cartwright, la líder de Save-a-Soul, visita la missió i explica que es veurà obligada a tancar la sucursal tret que aconsegueixin portar alguns pecadors a la propera reunió de renaixement. Sarah, desesperada per salvar la missió, promet a la general "una dotzena de pecadors autèntics", acceptant implícitament l'acord de Sky. Brannigan descobreix un grup de jugadors que esperen al tuguri de Nathan i, per convèncer-lo de la seva innocència, li diuen a Brannigan que la seva reunió és la "festa de solters" de Nathan. Això satisfà Brannigan i Nathan es resigna a fugir amb Adelaida. Adelaida se'n va a casa a fer les maletes, prometent trobar-se amb ell després del seu espectacle la tarda següent. Passa la banda Save-A-Soul Mission, i Nathan veu que Sarah no hi és; s'adona que ha perdut l'aposta i es desmaia.
A un nightclub de l'Havana, Sky compra una beguda per a ell i un "batut cubà" per a Sarah. No s'adona que la beguda conté rom Bacardi, i s'emborratxa i fa un petó a Sky ("If I Were a Bell"). Sky s'adona que realment es preocupa per Sarah i la torna a portar a Nova York. Tornen cap a les 4:00 del matí, i Sky li diu a Sarah quant li agrada molt al matí ("My Time of Day"). Tots dos admeten espontàniament que estan enamorats ("I've Never Been in Love Before").Sona una sirena i els jugadors es queden sense la missió, on Nathan ha estat portant les seves apostes. Sarah assumeix que Sky la va portar a l'Havana perquè Nathan pogués dirigir el joc a la missió, i ella se'n va cap a ell.

### Acte II
L'endemà al vespre, Adelaida interpreta el seu acte ("Take Back Your Mink"). Nathan no es presenta a la fugida perquè encara continua dirigint el tuguri. Aviat s'adona que Nathan se l'ha tornat a rifar ("El segon lament d'Adelaida").
Sarah admet a Arvide, el seu oncle i company de treball, que estima Sky, però no el tornarà a veure. Arvide expressa la seva fe en la bondat inherent de Sky i insta Sarah a seguir el seu cor (" More I Canot Wish You "). Sky li diu a Sarah que té la intenció de lliurar la dotzena de pecadors genuïns per al renaixement. Ella no el creu i se'n va, però Arvide l'anima subtilment.
Nicely mostra a Sky el tuguri de joc; ara a les clavegueres ("Crapshooters Dance"). Big Jule, un jugador, ha perdut una gran suma de diners i es nega a acabar el joc fins que el guanyi. Arriba Sky i no aconsegueix convèncer els tiradors de daus que vinguin a la missió. Li dona 1.000 dòlars a Nathan i afirma que va perdre l'aposta per protegir Sarah. Sky fa una aposta d'última hora per aconseguir els pecadors; si perd, tothom obté 1.000 dòlars, però si guanya, van a la missió ("Luck Be a Lady"). Guanya l'aposta. Nathan es troba amb Adelaida en el seu camí cap allà. Intenta que ell fugi, però quan ell no pot, surt a sobre d'ell. Nathan li confessa el seu amor ("Sue Me") i després se'n va.
Nicely mostra a Sky el tuguri de joc; ara a les clavegueres ("Crapshooters Dance"). Big Jule, un jugador, ha perdut una gran suma de diners i es nega a acabar el joc fins que el guanyi. Arriba Sky i no aconsegueix convèncer els tiradors de daus que vinguin a la missió. Li dona 1.000 dòlars a Nathan i afirma que va perdre l'aposta per protegir Sarah. Sky fa una aposta d'última hora per aconseguir els pecadors; si perd, tothom obté 1.000 dòlars, però si guanya, van a la missió ("Luck Be a Lady"). Guanya l'aposta. Nathan es troba amb Adelaida en el seu camí cap allà. Intenta que ell fugi, però quan ell no pot, surt a sobre d'ell. Nathan li confessa el seu amor ("Sue Me") i després se'n va.
Sarah queda sorprès al veure que Sky va complir la seva promesa. La general demana als jugadors que confessin els seus pecats i, mentre que alguns ho fan, un d'ells admet la veritable raó per la qual hi són. La general està encantada que el bé pugui venir del mal. Intentant semblar contrit, Nicely inventa un somni que l'anima a penedir-se, i els jugadors s'uneixen amb fervor revivalista ("Sit Down, You're Rockin' the Boat"). Brannigan arriba i amenaça d'arrestar a tothom pel tuguri de joc de la Missió, però Sarah els aclareix dient que cap dels jugadors estava a la missió la nit anterior. Després de marxar de Brannigan, Nathan confessa que van celebrar el tuguri de joc. També confessa l'aposta que va fer amb Sky per portar Sarah a l'Havana, i va afegir que va guanyar l'aposta, per a la sorpresa de Sarah, i ella s'adona que Sky volia protegir la seva reputació i que realment s'ha preocupat d'ella.
Sarah i Adelaida es topen, i es comprometen i decideixen casar-se amb els seus homes de totes maneres i reformar-los més tard ("Marry the Man Today"). Unes setmanes després, Nathan posseeix un quiosc i ha tancat oficialment el tuguri de joc. Sky, que ara està casat amb Sarah, treballa a la banda de la missió i també ha deixat de jugar. Els personatges celebren quan Nathan i Adelaida estan casats ("Guys and Dolls (Finale/Reprise)").

## Números musicals
| Acte I - "Runyonland" – Orchestra - "Fugue for Tinhorns" – Nicely, Benny, Rusty - "Follow the Fold" – Sarah, Mission Band - "The Oldest Established" – Nathan, Nicely, Benny, Guys - "I'll Know" – Sarah, Sky - "A Bushel and a Peck" – Adelaide, Hot Box Girls - "Adelaide's Lament" – Adelaide - "Guys and Dolls" – Nicely, Benny - "Havana" – Orchestra - "If I Were a Bell" – Sarah - "My Time of Day/I've Never Been in Love Before" – Sky, Sarah | Acte II - "Take Back Your Mink" – Adelaide, Hot Box Girls - "Adelaide's Second Lament" – Adelaide - "More I Cannot Wish You" – Arvide - "Crapshooters Ballet" – Orchestra - "Luck Be a Lady" – Sky, Guys - "Sue Me" – Adelaide, Nathan - "Sit Down, You're Rockin' the Boat" – Nicely, Company - "Marry the Man Today" – Adelaide, Sarah - "Guys and Dolls (Reprise)" – Company |

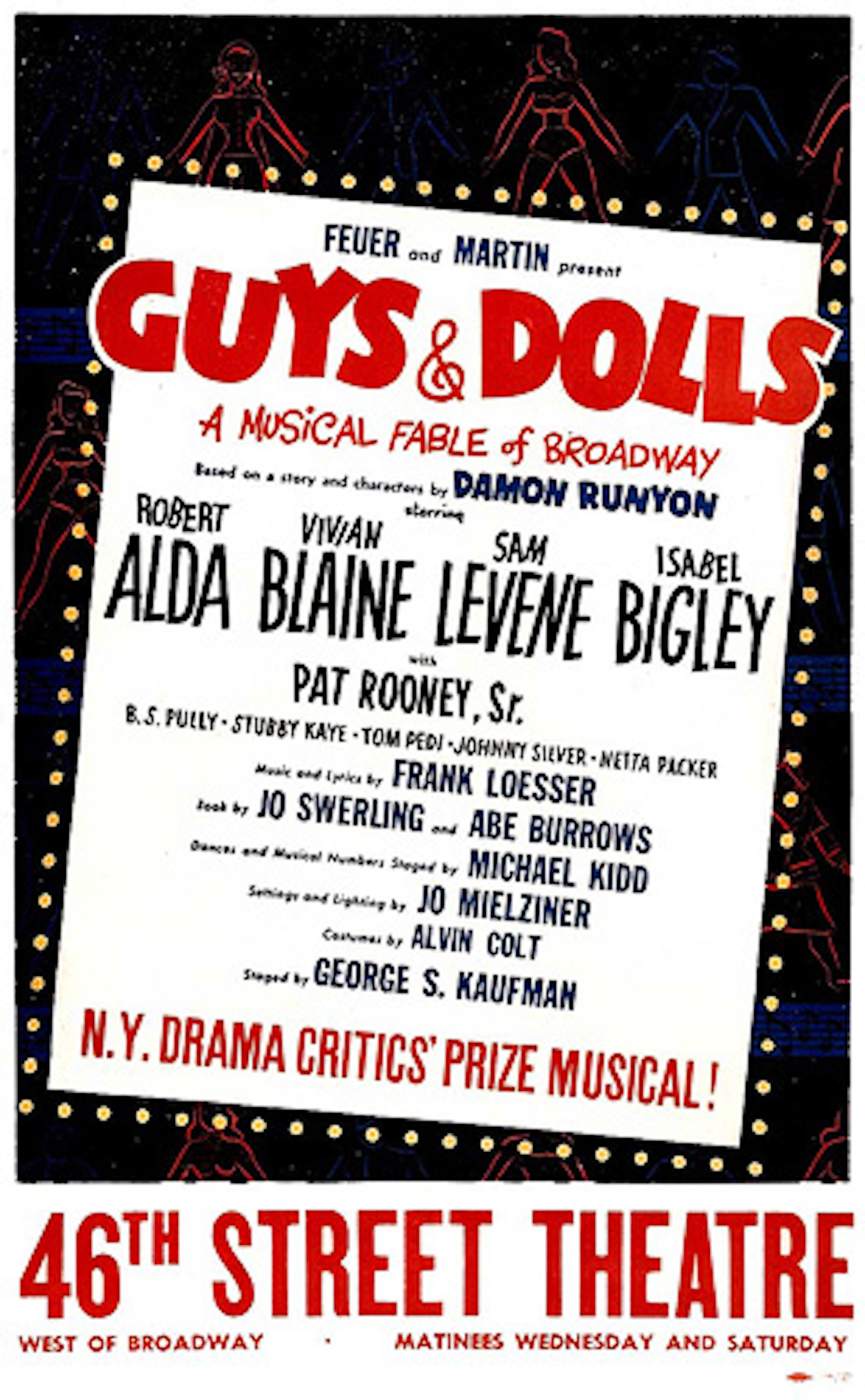
cartell de la producció original de Guys and Dolls a Broadway el 1950, protagonitzada per Vivian Blaine, Robert Alda i Sam Levene al 46th Street Theatre

## Produccions

### Producció original de Broadway del 1950
L'espectacle es va provar prèviament a Broadway al Shubert Theatre de Filadèlfia, estrenant-se el dissabte 14 d'octubre de 1950. El musical es va estrenar a Broadway al 46th Street Theatre (l'actual Richard Rodgers Theatre) el 24 de novembre de 1950. Va ser dirigida per George S. Kaufman, amb coreografies i números musicals de Michael Kidd, disseny escènic i d'il·luminació de Jo Mielziner, vestuari d' Alvin Colt i orquestracions de George Bassman i Ted Royal, amb arranjaments vocals d'Herbert Greene Estava protagonitzada per Robert Alda (Sky Masterson), Sam Levene (Nathan Detroit), Isabel Bigley (Sarah) i Vivian Blaine (Miss Adelaide). Iva Withers va ser un substitut de Miss Adelaida. El musical va tenir 1.200 representacions, guanyant cinc premis Tony de 1951, inclòs el premi al millor musical. Decca Records va emetre l'enregistrament de repartiment original en discos de 78 rpm, que posteriorment es va ampliar i reeditar en LP, i després es va transferir a CD als anys vuitanta.

### Primera producció britànica 1953
L'estrena producció de Guys and Dolls al West End es va estrenar al London Coliseum el 28 de maig de 1953, uns dies abans de la coronació de 1953 i es va representar en 555 ocasions, incloent una Royal Command Variety Performance per a la reina Elisabet el 2 de novembre de 1953. El repartiment titular estava protagonitzat per Vivian Blaine com Miss Adelaida i Sam Levene com Nathan Detroit, reproduint cadascuna les seves actuacions originals de Broadway; Jerry Wayne va interpretar el paper de Sky Masterson, ja que Robert Alda no va repetir el seu paper de Broadway en la primera producció britànica que va protagonitzar Lizbeth Webb com a Sarah Brown. Abans d'obrir al Coliseum, Guys and Dolls va tenir una tirada de vuit representacions a l'hipòdrom de Bristol, on l'espectacle es va inaugurar el 19 de maig de 1953 i va tancar el 25 de maig de 1953. Lizbeth Webb va ser l'única principal directora britànica que va ser escollida per interpretar el part de Sarah Brown de Frank Loesser. L'espectacle ha tingut nombroses revifalles i gires i s'ha convertit en una opció popular per a produccions teatrals escolars i comunitàries.

### Primera producció de Las Vegas 1955
Vivian Blaine com Miss Adelaida, Sam Levene com Nathan Detroit i Robert Alda com Sky Masterson van recrear les seves actuacions originals de Broadway dues vegades al dia en una versió lleugerament reduïda de Guys and Dolls quan la primera producció de Las Vegas va obrir una durada de sis mesos al Royal Nevada, el 7 de setembre de 1955, la primera vegada que es va representar un musical de Broadway a Las Vegas Strip.

### Producció del quinze aniversari de 1965
El 1965 Vivian Blaine i Sam Levene van reprendre els seus papers originals de Broadway com Miss Adelaide i Nathan Detroit en un revival del 15è aniversari de Guys and Dolls al Mineola Theatre, Mineola, Nova York i Paramus Playhouse, Nova Jersey. Blaine i Levene van representar la producció del quinzè aniversari de Guys and Dolls per a una tirada limitada de 24 representacions a cada teatre.

### Revivals del New York City Center el 1955, 1965 i 1966
El New York City Center va muntar breus tirades del musical el 1955, 1965 i 1966. Una producció protagonitzada per Walter Matthau com a Nathan Detroit, Helen Gallagher com a Adelaida, Ray Shaw com a Sky i Leila Martin com a Sarah va comptar amb 31 representacions, que van del 20 d'abril al maig 1 i del 31 de maig al 12 de juny de 1955.
Una altra presentació al City Center, amb Alan King com a Nathan Detroit, Sheila MacRae com a Adelaida, Jerry Orbach com a Sky i Anita Gillette com a Sarah, es va presentar en 15 representacions del 28 d'abril al 9 de maig de 1965. Una producció de 1966, protagonitzada per Jan Murray com a Nathan Detroit, Vivian Blaine reproduint el seu paper com a Adelaida, Hugh O'Brian com a Sky i Barbara Meister com a Sarah, es presentà en 23 representacions, del 8 al 26 de juny de 1966.

### Revival de Broadway de 1976
Un elenc negre va organitzar la primera versió de Broadway de Guys and Dolls es va estrenar el 10 de juliol de 1976 per a les funcions prèvies, oficialment el 21 de juliol, al The Broadway Theatre. Va ser protagonitzada per Robert Guillaume com a Nathan Detroit, Norma Donaldson com a Miss Adelaide, James Randolph com a Sky i Ernestine Jackson com a Sarah Brown. Guillaume i Jackson van ser nominats als premis Tony i Drama Desk, i Ken Page va guanyar un premi Theatre World.
Aquesta producció va comptar amb d'arranjaments musicals a l'estil Motown de Danny Holgate i Horace Ott, i va ser dirigida i coreografiada per Billy Wilson. Tota la producció estava sota la supervisió d'Abe Burrows, i la direcció musical i els arranjaments corals eren de Howard Roberts.
L'espectacle es va tancar el 13 de febrer de 1977, després de 12 prèvies i 239 funcions. Un enregistrament de repartiment es va publicar després de l'estrena de l'espectacle.

### Revival de Londres de 1982
Laurence Olivier havia volgut interpretar a Nathan Detroit i va començar els assajos per a un revial planificat a Londres de Guys and Dolls el 1971 per a la National Theatre Company que llavors tenia la seu al Old Vic. Tanmateix, a causa de la mala salut, va haver de parar i el seu revival mai no va succeir.
Al repartiment d'Olivier figuraven noms com Albert Finney, Geraldine McEwan, Denis Quilley, Derek Jacobi i Joan Ploweight.
El 1982, Richard Eyre va dirigir un important revival al National Theatre de Londres. Eyre el va anomenar un "replantejament" del musical, i la seva producció va comptar amb una guardonada escenografia il·luminada amb neó inspirada en el llibre de Rudi Stern Let There Be Neon de 1979, i en orquestracions més braseres amb harmonies vintage però innovadores. La coreografia de l'espectacle de David Toguri incloïa un número de ball de claqué a gran escala del final de "Guys and Dolls", interpretat pels principals i el repartiment sencer. El revival es va estrenar el 9 de març de 1982 i va ser una sensació, representant-se durant gairebé quatre anys i va batre tots els rècords de taquilla. El repartiment original comptava amb Bob Hoskins com a Nathan Detroit, Julia McKenzie com a Adelaida, Ian Charleson com a Sky i Julie Covington com a Sarah. La producció va guanyar cinc premis Olivier, inclosos per McKenzie i Eyre i pel millor musical. Eyre també va guanyar un Evening Standard Theatre Award, i Hoskins va guanyar el Critics 'Circle Theatre Award.
L'octubre de 1982, Hoskins va ser substituït per Trevor Peacock, Charleson per Paul Jones, i Covington per Belinda Sinclair; a la primavera de 1983, McKenzie va ser substituïda per Imelda Staunton i Fiona Hendley va substituir Sinclair. Aquesta producció es va tancar a finals de 1983 per deixar pas a una prova de Broadway del malaguanyat musical Jean Seberg, que després d'un fracàs crític es va tancar després de quatre mesos. El Guys and Dolls d'Eyre van tornar al National d'abril a setembre de 1984, aquesta vegada protagonitzats per Lulu, Norman Rossington, Clarke Peters i Betsy Brantley.Després d'una gira a nivell nacional, aquesta producció es va traslladar al West End al Prince of Wales Theatre, on va funcionar des de juny de 1985 fins a abril de 1986.
Després de la mort d'Ian Charleson per la sida a l'edat de 40 anys, el novembre de 1990 es van oferir al Teatre Nacional dues representacions de Guys and Dolls, amb gairebé tots els repartiments i músics originals del 1982, en homenatge a Charleson. Les entrades es van esgotar immediatament i també es va omplir l'assaig general. La recaptació de les representacions es va donar a la nova clínica del VIH del Centre de dia Ian Charleson al Royal Free Hospital i a beques a nom de Charleson a LAMDA.

### Revival de Broadway del 1992
El revival de Broadway de 1992 va ser el remuntatge americà amb més èxit de l'espectacle des de la producció original de Broadway, que va durar 1.200 representacions. Dirigida per Jerry Zaks, va estar protagonitzat per Nathan Lane com a Nathan Detroit, Peter Gallagher com a Sky, Faith Prince com a Adelaida i Josie de Guzman com a Sarah. Aquesta producció es va representar al Martin Beck Theatre del 14 d'abril de 1992 al 8 de gener de 1995, amb 1.143 representacions.
La producció va rebre una gran crítica de Frank Rich al The New York Times, on afirmava que "és difícil saber quin geni, i vull dir geni, per celebrar primer mentre animava l'entreteniment al Martin Beck". Va rebre vuit nominacions al premi Tony, i en va guanyar quatre, inclòs el millor revival, i també va guanyar el premi Drama Desk per a un revival excepcional. Aquest revival va incloure diverses revisions a la partitura del programa, incloent la nova música de "Runyonland", "A Bushel and a Peck", "Take Back Your Mink" i "Havana". Michael Starobin va redissenyar les orquestracions i es van afegir nous arranjaments de ball a " A Bushel and a Peck" i "Take Back Your Mink".
Una pel·lícula documental d'una hora va capturar les sessions d'enregistrament de l'àlbum de repartiment original de la producció. Titulat Guys and Dolls: Off the Record, la pel·lícula es va emetre al Great Performances de la PBS al desembre de 1992, i va ser llançat en DVD el 2007. Preses completes de la major part de les cançons de l'espectacle són les funcions, així com a entrenador del director Zaks i sessions de comentaris d'estrelles Gallagher, de Guzman, Lane i Prince sobre la producció i els seus personatges.
Lorna Luft va fer una audició per al paper d'Adelaida en aquesta producció. Faith Prince va fer el paper, i Luft més tard va fer el paper a la gira nacional del 1992.

### Revival a Londres del 1996
Richard Eyre va repetir el seu èxit de 1982 amb una altra revifada de l'espectacle del National Theatre, aquesta vegada en una tirada limitada. Van protagonitzar-lo Henry Goodman com a Nathan Detroit, Imelda Staunton tornant com a Adelaida, Clarke Peters com Sky i Joanna Riding com a Sarah. Clive Rowe va interpretar a Nicely-Nicely Johnson i David Toguri va tornar com a coreògraf. La producció es va estendre del 17 de desembre de 1996 al 29 de març de 1997 i del 2 de juliol de 1997 al 22 de novembre de 1997 David Toguri returned as choreographer. The production ran from December 17, 1996, through March 29, 1997 and from July 2, 1997, to November 22, 1997. Va rebre tres nominacions al premi Olivier, guanyant una: Millor actuació secundària en un musical a Clive Rowe. Richard Eyre va guanyar el Premi Critics' Circle Theatre a millor director i la producció va guanyar el millor musical.

### Producció de Barcelona
El 17 d'abril de 1998 es va estrenar a la Sala Gran del Teatre Nacional de Catalunya una versió en català de Guys and Dolls, representant-se fins al 19 de juliol. Amb una traducció de Salvador Oliva, Mario Gas va traslladar l'acció a una presó; on s'instaurava un programa pilot de reducció de condemnes a canvi d'activitats culturals fetes pels presoners.
El muntatge formava part de la col·laboració pactada entre Mario Gas i Josep Maria Flotats, llavors director del TNC, per a portar a terme diverses obres; però l'abrupta sortida de Flotats del Nacional provocà que Guys and Dolls fos la única que es portés a terme.
Estava protagonitzada per Joan Borràs (L'Alcaide), Abel Folk (Sky Masterson), Mònica López (Sergenta Sarah Brown), Pep Molina (Nathan Detroit), Vicky Peña (Adelaida), Montserrat Carulla (Generala Cartwright), Esteve Ferrer (Nemtirant-Nemtirant), Xavier Ribera (Gran Juli), Pep Sais (Benny), Teresa Vallicrosa (Mimi), Pedro Pomares (Harry el Cavall) i Albert Pérez (Lloctinent Brannigan).
La producció fou candidata a cinc premis Max en 1999, guanyant-ne dos: Millor Director Musical (Manuel Gas) i Millor Escenografia (Llorenç Corbellá y Montesol).

### Revival del West End 2005
El revival del West End del 2005 es va estrenar al Piccadilly Theatre de Londres el juny del 2005 i es va tancar l'abril del 2007. Aquest revival, dirigit per Michael Grandage, estava protagonitzat per Ewan McGregor com a Sky, Jenna Russell com Sarah, Jane Krakowski com Adelaide, i Douglas Hodge com Nathan Detroit. Durant l'estada, Nigel Harman, Adam Cooper, Norman Bowman i Ben Richards van prendre el relleu com a Sky; Kelly Price, Amy Nuttall i Lisa Stokke van assumir el paper de Sarah; Sarah Lancashire, Sally Ann Triplett, Claire Sweeney, Lynsey Britton i Samantha Janusvan prendre el relleu com a Adelaida; i Nigel Lindsay, Neil Morrissey, Patrick Swayze, Alex Ferns i Don Johnson van prendre el relleu com a Nathan Detroit. Aquesta producció va afegir la cançó "Adelaida" que Frank Loesser havia escrit per a l'adaptació de la pel·lícula del 1955. Segons un article del setembre de 2007 a Playbill.com, aquesta producció del West End havia estat prevista per començar les prèvies per a una transferència a Broadway el febrer de 2008, però aquest pla es va retirar.

### Revival de Broadway del 2009
Un revival de Broadway de l'espectacle es va estrenar l'1 de març de 2009 al Nederlander Theatre. El repartiment va estar protagonitzat per Oliver Platt com Nathan Detroit, Lauren Graham, in her Broadway debut, com Adelaide, Craig Bierko com Sky i Kate Jennings Grant com Sarah. Des McAnuff era el director i el coreògraf Sergio Trujillo. El show es va estrenar amb crítiques generalment negatives. The New York Times el va anomenar "estàtic" i "poc inspirat", the New York Post va dir: "Com pot ser tan tediós una cosa tan entretinguda?" ?" i Time Out New York va escriure: "Poques coses són més nervioses que veure com es desinfla un bon material". No obstant això, el programa va rebre una crítica altament favorable de The New Yorker, i els productors van decidir mantenir el programa obert amb l'esperança de tenir una resposta positiva del públic. El New York Post va informar el 4 de març que el productor Howard Panter "[va dir] que donarà a Guys i Dolls almenys set setmanes per trobar públic". El Revival es va tancar el 14 de juny de 2009, després de 28 prèvies i 113 representacions.

### Revival 2015-2016 del West End i gira del Regne Unit / Irlanda
Es va estrenar un revival al Festival de Chichester del 2015. Això es va traslladar a Manchester i Birmingham abans de passar al Savoy Theatre del West End el 10 de desembre de 2015 en prèvies, amb una estrena completa el 6 de gener de 2016, fins al 12 de març de 2016. La producció va estar protagonitzada Sophie Thompson com Adelaide i Jamie Parker com Sky. La producció es va transferir al Phoenix Theatre, amb Oliver Tompsett com Sky, Samantha Spiro com Adelaide i Richard Kind com Nathan. El 28 de juny de 2016, Rebel Wilson va assumir el paper de Miss Adelaide, i Simon Lipkin va interpretar Nathan Detroit. La gira continua per ciutats britàniques i Dublín.

### Producció totalment negra del Regne Unit 2017-2018
Talawa Theatre Company i Royal Exchange Theatre de Manchester van produir la primera producció de Guys i Dolls completament negre del Regne Unit el 2017. La producció es va obrir el 2 de desembre de 2017 i després d'una extensió es va durar fins al 27 de febrer de 2018 al Royal Exchange de Manchester. El repartiment incloïa Ray Fearon com a Nathan Detroit, Ashley Zhangazha com a Sky Masterson, Abiona Omonua com Sarah Brown i Lucy Vandi com a Miss Adelaida.
En aquesta producció, el musical es va traslladar a Harlem, el 1939, amb la música que feia referència al jazz i al gospel. El director Michael Buffong va dir: "Harlem d'abans de la guerra era tot el bullici. La creativitat d'aquella època va néixer d'una col·lisió única de talent i circumstàncies, ja que la gent escapava del sud agrícola i opressiu a través del" ferrocarril subterrani "cap a l'urbanitzat i altament industrialitzat nord. Gran part de la nostra cultura popular, des de la dansa fins a la música, té les seves arrels en aquest període. Els nostres nois i nines posen tot això al primer pla".
Les crítiques van elogiar especialment la música, el trasllat a Harlem i el sentit de l'espectacle. Lyn Gardner, a The Guardian, va escriure que "els jugadors ... són una colla de paons adequats i revestits de tons arc de Sant Martí". Ann Treneman a The Times va comentar: "Qui ha tingut la idea de traslladar aquest musical clàssic d'una part de Nova York a una altra part, just a la carretera, ha de ser felicitat. Aquesta versió del musical de Frank Loesser, que gira al voltant la vida dels gàngsters menuts i les seves "nines" que habiten el ventre de Nova York, mou l'acció a Harlem a la seva època de preguerra el 1939. Es tracta d'una producció de Talawa amb un repartiment completament negre i és fantàstica des del primer moment. The Observer va declarar: "Reubicada a Harlem, aquesta nova producció del musical clàssic de Frank Loesser conserva una amenaça de violència sota un exterior brillant de dibuixos animats."

### Altres
El 1995, una producció de Las Vegas, interpretada sense interrupcions, va ser protagonitzada per Jack Jones, Maureen McGovern i Frank Gorshin
Charles Randolph-Wright va dirigir una producció al Washington's Arena Stage, protagonitzada per Maurice Hines (Nathan Detroit) i Alexandra Foucard (Adelaida), estrenant-se el 30 de desembre de 1999. La producció va rebre sis nominacions al premi Helen Hayes. Amb el suport de Jo Sullivan Loesser, la producció va començar una gira nacional l'agost del 2001. L'enregistrament del repartiment d'aquesta producció, publicat el novembre del 2001, va ser nominat al premi Grammy al millor àlbum de teatre musical.
Un revvial australià de la producció de Guys i Dolls de Michael Grandage al West End es va inaugurar a Melbourne, Austràlia, el 5 d'abril de 2008. L'espectacle estava protagonitzat per Lisa McCune, Marina Prior, Garry McDonald, Ian Stenlake, Shane Jacobson, Wayne Scott Kermond, i Magda Szubanski, i va representar-se al Princess Theatre. La temporada de Melbourne es va tancar l'agost del 2008 i es va transferir a Sydney del 13 de març del 2009 al 31 de maig del 2009 al Capitol Theatre, mantenint el repartiment de Melbourne.
A l'agost de 2009, es va publicar una versió de concert a The Hollywood Bowl, Hollywood, Califòrnia, amb Scott Bakula (Nathan Detroit), Brian Stokes Mitchell (Sky Masterson), Ellen Greene (Miss Adelaide), i Jessica Biel (Sarah Brown).
El febrer de 2011 es va obrir a Clwyd Theatr una coproducció entre Clwyd Theatr Cymru, el New Wolsey Theatre i el Salisbury Playhouse. Dirigit per Peter Rowe i amb direcció musical de Greg Palmer i coreografia de Francesca Jaynes, l'espectacle va ser interpretat per un elenc de 22 actors-músics, amb tota la música tocada en directe a l'escenari pel repartiment. El programa també va recórrer Cardiff, Swansea i altres ciutats gal·leses, així com algunes ciutats angleses, rebent una crítica positiva a The Guardian.
Del 22 al 25 d'agost de 2012 es va dur a terme una actuació al Cadogan Hall de Londres, amb Dennis Waterman, Ruthie Henshall, Anna-Jane Casey, i Lance Ellington (Strictly Come Dancing), amb el director musical Richard Balcombe i la Royal Philharmonic Concert Orchestra i Cor.
L'abril del 2014 es va dur a terme una actuació d'una sola nit al Carnegie Hall, protagonitzada per Nathan Lane (reprenent el paper que el va convertir en una estrella), Megan Mullally, Patrick Wilson i Sierra Boggess. Va ser dirigida per Jack O'Brien i presentava l' Orquestra de Sant Lluc tocant les orquestracions originals.

## Rebuda
La producció original de Guys and Dolls de Broadway es va estrenar amb crítiques positives per unanimitat, cosa que va ser un alleujament per al repartiment, que havia tingut una prova prèvia a Broadway de 41 actuacions a Filadèlfia en què cadascuna de les 41 representacions era diferent. Els crítics van elogiar la fidelitat del musical a l'estil i les caracteritzacions de Damon Runyon. Richard Watts del New York Post va escriure: "Guys and Dolls és el que hauria de ser per celebrar l'esperit Runyon ... ple de personatges salats i un llenguatge ric i original, sagrat per a la memòria del difunt Mestre". William Hawkins del New York World-Telegram & Sun va afirmar: "Recupera el que [Runyon] sabia sobre Broadway, que la seva maldat és cor de tinhorn, però la seva galanteria és tan pura i jove com la petita Eva". Robert Coleman, del New York Daily Mirror, va escriure "Creiem que Damon l'hauria gaudit tant com nosaltres".
El llibre i la partitura també van ser molt elogiats; John Chapman, llavors crític principal del teatre, del New York Daily News, va escriure: "El llibre és una obra d'humor fàcil i deliciós. La seva música i lletres, de Frank Loesser, són tan adequades per a l'espectacle i tan completament mancades de banalitat, que equivalen a un triomf artístic". Coleman va afirmar que "Frank Loesser ha escrit una partitura que tindrà un gran joc a les juke-boxes, a la ràdio i als bistrots de tot el país. Les seves lletres són especialment notables perquè ajuden els gags tòpics de Burrows a avançar en la trama ". Al New York Times, Brooks Atkinson va escriure "Les lletres i les cançons del senyor Loesser tenen la mateixa estimació afectuosa del material que el llibre, que és divertit sense ser conscient de si mateix ni mecànic".
Diversos crítics van afirmar que l'obra tenia una gran importància per al teatre musical. John McClain, del New York Journal American, va proclamar "és el millor i el més emocionant d'aquest tipus des de Pal Joey. És un triomf i una delícia." Atkinson va afirmar: "Podríem admetre que Guys i Dolls és una obra d'art. És espontània i té forma, estil i esperit." Chapman va afirmar: "En tots els departaments, Guys i Dolls és una comèdia musical perfecta".
Laurence Olivier va dir que l'actuació de Sam Levene com a Nathan Detroit era la representació escènica més gran que havia vist mai.

## Adaptacions cinematogràfiques
El 3 de novembre de 1955 es va estrenar la versió cinematogràfica del musical, protagonitzada per Marlon Brando com a Sky, Frank Sinatra com Nathan Detroit i Jean Simmons com a Sarah, amb Vivian Blaine reprenent el seu paper d'Adelaida. La pel·lícula va ser dirigida per Joseph L. Mankiewicz i produïda per Samuel Goldwyn.
Levene va perdre el paper de Nathan Detroit davant Frank Sinatra. "No es pot tenir un jueu interpretant a un jueu, no funcionaria a la pantalla", va argumentar el productor Samuel Goldwyn, when quan va explicar que volia Sinatra, en lloc de Levene, que havia originat el paper, tot i que el director de cinema de Dolls, Joseph L. Mankiewicz, volia Levene, l'estrella original de Broadway. Frank Loesser va sentir que Sinatra interpretava el paper com un "pulcre cantantitalià". Mankiewicz va dir "si hi hagués una persona al món més desgastada com Nathan Detroit que Frank Sinatra, seria Laurence Olivier i jo sóc un dels seus grans fans; el paper s'havia escrit per a Sam Levene que era diví". Sinatra va fer tot el possible per donar a Nathan Detroit uns quants gestos i inflexions jueves estereotipades, però Frank Loesser l'odià "com Sinatra convertia el Nathan Detroit en un batut. La veu descarada de Sam Levene es va afegir a l'encant de la cançó, per no parlar del seu credibilitat ". Frank Loesser va morir el 1969, encara negant-se a veure la versió cinematogràfica estrenada el 1955.
A l'època de l'estrena de la pel·lícula, el compositor i lletrista nord-americà Stephen Sondheim escrivia crítiques de pel·lícules per a Films in Review. Sondheim (aleshores amb 25 anys) va revisar la versió cinematogràfica de Guys i Dolls i va observar: "Sinatra s'amaga amb el seu paper de Nathan Detroit com si estigués a punt de riure's dels acudits del guió. No té cap sanglot a la veu ni la incipient úlcera a l'estómac, que requereix la peça i que Sam Levene va subministrar tan divertidament a l'escenari. Sinatra canta sobre el to, però és incolor; Levene va cantar fora del to, però va actuar mentre cantava. L'intent de Sinatra de caracterització realitzat no només perjudica la imatge de manera incommensurable sinó que indica una manca alarmant de professionalitat"
A la pel·lícula es van afegir tres cançons noves, escrites per Frank Loesser: "Pet Me Poppa"; "A Woman in Love"; i "Adelaida", que va ser escrita específicament per a Sinatra. A la pel·lícula es van ometre cinc cançons del musical escènic: "A Bushel i a Peck", "My Time of Day", "I've Never Been In Love Before", "More I Cannot Wish You" i "Marry the Man Today ", tot i que" A Bushel i a Peck "més tard es va restaurar a la versió del vídeo.
La 20th Century Fox va adquirir els drets de la pel·lícula sobre el musical a principis del 2013 i es va dir que planejava un remake. El març de 2019, TriStar Pictures va adquirir els drets de remake.

## Repartiments de les principals produccions
La taula següent indica els repartiments de les principals produccions de Guys and Dolls:
|                       | Producció original de Broadway | Producció original de Londres | Pel·lícula de 1955 | Revival a Broadway 1976 | Revival de Londres 1982 | Revival a Broadway 1992 | Producció de Barcelona 1997 | Revival de Londres 2005 | Producció a Melbourne 2008 | Revival a Broadway 2009 |
| --------------------- | ------------------------------ | ----------------------------- | ------------------ | ----------------------- | ----------------------- | ----------------------- | --------------------------- | ----------------------- | -------------------------- | ----------------------- |
| Sky Masterson         | Robert Alda                    | Jerry Wayne                   | Marlon Brando      | James Randolph          | Ian Charleson           | Peter Gallagher         | Abel Folk                   | Ewan McGregor           | Ian Stenlake               | Craig Bierko            |
| Sister Sarah Brown    | Isabel Bigley                  | Lizbeth Webb                  | Jean Simmons       | Ernestine Jackson       | Julie Covington         | Josie de Guzman         | Mònica López                | Jenna Russell           | Lisa McCune                | Kate Jennings Grant     |
| Nathan Detroit        | Sam Levene                     | Sam Levene                    | Frank Sinatra      | Robert Guillaume        | Bob Hoskins             | Nathan Lane             | Pep Molina                  | Douglas Hodge           | Garry McDonald             | Oliver Platt            |
| Miss Adelaide         | Vivian Blaine                  | Vivian Blaine                 | Vivian Blaine      | Norma Donaldson         | Julia McKenzie          | Faith Prince            | Vicky Peña                  | Jane Krakowski          | Marina Prior               | Lauren Graham           |
| Nicely-Nicely Johnson | Stubby Kaye                    | Stubby Kaye                   | Stubby Kaye        | Ken Page                | David Healy             | Walter Bobbie           | Esteve Ferrer               | Martyn Ellis            | Shane Jacobson             | Tituss Burgess          |
| Arvide Abernathy      | Pat Rooney                     | Ernest Butcher                | Regis Toomey       | Emett "Babe" Wallace    | John Normington         | John Carpenter          | Ventura Oller               | Niall Buggy             | Russell Newman             | Jim Ortlieb             |
| Big Jule              | B.S. Pully                     | Lew Herbert                   | B.S. Pully         | Walter White            | Jim Carter              | Herschel Sparber        | Xavier Ribera               | Sevan Stephan           | Magda Szubanski            | Glenn Fleshler          |
| Harry the Horse       | Tom Pedi                       | Tom Pedi                      | Sheldon Leonard    | John Russell            | Bill Paterson           | Ernie Sabella           | Pedro Pomares               | Norman Bowman           | Adam Murphy                | Jim Walton              |
| Benny Southstreet     | Johnny Silver                  | Johnny Silver                 | Johnny Silver      | Christophe Pierre       | Barrie Rutter           | J.K. Simmons            | Pep Sais                    | Cory English            | Wayne Scott Kermond        | Steve Rosen             |

## Premis i nomiancions
| Any  | Premi      | Categoria                               | Nominat           | Resultat   |
| ---- | ---------- | --------------------------------------- | ----------------- | ---------- |
| 1951 | Premi Tony | Millor musical                          | Millor musical    | Guanyador  |
| 1951 | Premi Tony | Millor actor protagonista de musical    | Robert Alda       | Guanyador  |
| 1951 | Premi Tony | Millor actriu de repartiment de musical | Isabel Bigley     | Guanyadora |
| 1951 | Premi Tony | Millor coreografia                      | Michael Kidd      | Guanyador  |
| 1951 | Premi Tony | Millor direcció de musical              | George S. Kaufman | Guanyador  |

| Any  | Premi      | Categoria                              | Nominat      | Resultat |
| ---- | ---------- | -------------------------------------- | ------------ | -------- |
| 1965 | Premi Tony | Millor actor de repartiment de musical | Jerry Orbach | Nominat  |

| Any  | Premi               | Categoria                                        | Nominat                   | Resultat  |
| ---- | ------------------- | ------------------------------------------------ | ------------------------- | --------- |
| 1977 | Premi Drama Desk    | Actor més destacat a un musical                  | Robert Guillaume          | Nominat   |
| 1977 | Premi Drama Desk    | Actriu de repartiment més destacada a un musical | Ernestine Jackson         | Nominat   |
| 1977 | Premi Theatre World | Premi Theatre World                              | Ken Page                  | Guanyador |
| 1977 | Premi Tony          | Millor revival de musical                        | Millor revival de musical | Nominat   |
| 1977 | Premi Tony          | Millor actor protagonista de musical             | Robert Guillaume          | Nominat   |
| 1977 | Premi Tony          | Millor actriu protagonista de musical            | Ernestine Jackson         | Nominat   |

| Any  | Premi                         | Categoria                                             | Nominat                 | Resultat  |
| ---- | ----------------------------- | ----------------------------------------------------- | ----------------------- | --------- |
| 1982 | Premi Critics' Circle Theatre | Millor actor                                          | Bob Hoskins             | Guanyador |
| 1982 | Premi Critics' Circle Theatre | Millor disseny                                        | John Gunter             | Guanyador |
| 1982 | Premi Evening Standard        | Millor director                                       | Richard Eyre            | Guanyador |
| 1982 | Premi Laurence Olivier        | Millor musical de l'any                               | Millor musical de l'any | Guanyador |
| 1982 | Premi Laurence Olivier        | Millor Actor de Musical                               | Bob Hoskins             | Nominat   |
| 1982 | Premi Laurence Olivier        | Millor Actriu de Musical                              | Julia McKenzie          | Guanyador |
| 1982 | Premi Laurence Olivier        | Millor Actuació en un Paper de Repartiment de Musical | David Healy             | Guanyador |
| 1982 | Premi Laurence Olivier        | Millor Director                                       | Richard Eyre            | Guanyador |
| 1982 | Premi Laurence Olivier        | Millor Escenografia                                   | John Gunter             | Guanyador |

| Any  | Premi            | Categoria                                      | Nominat                   | Resultat  |
| ---- | ---------------- | ---------------------------------------------- | ------------------------- | --------- |
| 1992 | Premi Drama Desk | Revival més destacat                           | Revival més destacat      | Guanyador |
| 1992 | Premi Drama Desk | Actor més destacat a un musical                | Nathan Lane               | Guanyador |
| 1992 | Premi Drama Desk | Actor més destacat a un musical                | Peter Gallagher           | Nominat   |
| 1992 | Premi Drama Desk | Actriu més destacada a un musical              | Faith Prince              | Guanyador |
| 1992 | Premi Drama Desk | Actor de repartiment més destacat a un musical | Walter Bobbie             | Nominat   |
| 1992 | Premi Drama Desk | Director de musical més destacat               | Jerry Zaks                | Guanyador |
| 1992 | Premi Drama Desk | Coreografia més destacada                      | Christopher Chadman       | Nominat   |
| 1992 | Premi Drama Desk | Disseny d'escenografia més destacada           | Tony Walton               | Guanyador |
| 1992 | Premi Drama Desk | Disseny de vestuari més destacat               | William Ivey Long         | Guanyador |
| 1992 | Premi Drama Desk | Disseny d'il·luminació més destacat            | Paul Gallo                | Guanyador |
| 1992 | Premi Tony       | Millor revival de musical                      | Millor revival de musical | Guanyador |
| 1992 | Premi Tony       | Millor actor protagonista de musical           | Nathan Lane               | Nominat   |
| 1992 | Premi Tony       | Millor actriu protagonista de musical          | Faith Prince              | Guanyador |
| 1992 | Premi Tony       | Millor actriu protagonista de musical          | Josie de Guzman           | Nominat   |
| 1992 | Premi Tony       | Millor direcció de musical                     | Jerry Zaks                | Guanyador |
| 1992 | Premi Tony       | Millor coreografia                             | Christopher Chadman       | Nominat   |
| 1992 | Premi Tony       | Millor escenografia                            | Tony Walton               | Guanyador |
| 1992 | Premi Tony       | Millor il·luminació                            | Paul Gallo                | Nominat   |

| Any  | Premi        | Categoria                         | Nominat                           | Resultat   |
| ---- | ------------ | --------------------------------- | --------------------------------- | ---------- |
| 1998 | Premi Butaca | Millor musical                    | Millor musical                    | Nominat    |
| 1998 | Premi Butaca | Millor direcció d'un musical      | Mario Gas                         | Nominat    |
| 1998 | Premi Butaca | Millor actriu de musical          | Vicky Peña                        | Guanyadora |
| 1998 | Premi Butaca | Millor actor de musical           | Abel Folk                         | Nominat    |
| 1998 | Premis Max   | Millor espectacle musical o líric | Millor espectacle musical o líric | Nominat    |
| 1998 | Premis Max   | Millor direcció d'escena          | Mario Gas                         | Nominat    |
| 1998 | Premis Max   | Millor disseny d'espai escènic    | Llorenç Corbellá y Montesol       | Guanyador  |
| 1998 | Premis Max   | Millor disseny de vestuari        | María Araujo                      | Nominada   |
| 1998 | Premis Max   | Millor Director Musical           | Manuel Gas                        | Guanyador  |

| Any  | Premi                         | Categoria                                             | Nominat         | Resultat  |
| ---- | ----------------------------- | ----------------------------------------------------- | --------------- | --------- |
| 1996 | Premi Critics' Circle Theatre | Millor Director                                       | Richard Eyre    | Guanyador |
| 1997 | Premi Laurence Olivier        | Millor Actriu de Musical                              | Imelda Staunton | Nominat   |
| 1997 | Premi Laurence Olivier        | Millor Actriu de Musical                              | Joanna Riding   | Nominat   |
| 1997 | Premi Laurence Olivier        | Millor Actuació en un Paper de Repartiment de Musical | Clive Rowe      | Guanyador |

| Any  | Premi                  | Categoria                       | Nominat                         | Resultat  |
| ---- | ---------------------- | ------------------------------- | ------------------------------- | --------- |
| 2006 | Premi Laurence Olivier | Producció musical més destacada | Producció musical més destacada | Guanyador |
| 2006 | Premi Laurence Olivier | Millor Actor de Musical         | Douglas Hodge                   | Nominat   |
| 2006 | Premi Laurence Olivier | Millor Actor de Musical         | Ewan McGregor                   | Nominat   |
| 2006 | Premi Laurence Olivier | Millor Actriu de Musical        | Jane Krakowski                  | Guanyador |
| 2006 | Premi Laurence Olivier | Millor Actriu de Musical        | Jenna Russell                   | Nominat   |
| 2006 | Premi Laurence Olivier | Millor Coreògraf teatral        | Rob Ashford                     | Nominat   |
| 2006 | Premi Laurence Olivier | Millor So                       | Terry Jardine i Chris Full      | Nominat   |
| 2006 | Premi Laurence Olivier | Millor Il·luminació             | Howard Harrison                 | Nominat   |

| Any  | Premi          | Categoria                                | Nominat                                 | Resultat  |
| ---- | -------------- | ---------------------------------------- | --------------------------------------- | --------- |
| 2008 | Premi Helpmann | Millor Musical                           | Millor Musical                          | Nominat   |
| 2008 | Premi Helpmann | Millor Actriu a un musical               | Marina Prior                            | Nominat   |
| 2008 | Premi Helpmann | Millor actor de repartiment a un musical | Shane Jacobson                          | Guanyador |
| 2008 | Premi Helpmann | Millor direcció a un musical             | Michael Grandage i Jamie Lloyd          | Nominat   |
| 2008 | Premi Helpmann | Millor coreografia a un musical          | Rob Ashford                             | Nominat   |
| 2008 | Premi Helpmann | Millor disseny de so                     | Chris Full, John Scandrett i Nick Reich | Nominat   |

| Any  | Premi      | Categoria                 | Nominat                   | Resultat |
| ---- | ---------- | ------------------------- | ------------------------- | -------- |
| 2009 | Premi Tony | Millor revival de musical | Millor revival de musical | Nominat  |
| 2009 | Premi Tony | Millor escenografia       | Robert Brill              | Nominat  |

| Any  | Premi                  | Categoria                                          | Nominat                       | Resultat |
| ---- | ---------------------- | -------------------------------------------------- | ----------------------------- | -------- |
| 2015 | Premi Laurence Olivier | Millor Revival Musical                             | Millor Revival Musical        | Nominat  |
| 2015 | Premi Laurence Olivier | Millor Actor de Musical                            | David Haig                    | Nominat  |
| 2015 | Premi Laurence Olivier | Millor Actor de Musical                            | Jamie Parker                  | Nominat  |
| 2015 | Premi Laurence Olivier | Millor Actriu de Musical                           | Sophie Thompson               | Nominat  |
| 2015 | Premi Laurence Olivier | Millor Actor en un Paper de Repartiment de Musical | Gavin Spokes                  | Nominat  |
| 2015 | Premi Laurence Olivier | Millor Coreògraf teatral                           | Carlos Acosta & Andrew Wright | Nominat  |

## Enregistraments
Hi ha nombrosos enregistraments de la partitura del programa en disc compacte. Els més destacats són:
- Original 1950 Broadway Cast[99]
- 1955 Film Soundtrack[100][101]
- 1963 Reprise Musical Repertory Theatre studio recording (Bing Crosby, Frank Sinatra, Debbie Reynolds, Dean Martin, Jo Stafford, The McGuire Sisters, Dinah Shore, Sammy Davis, Jr., Allan Sherman)[102]
- 1976 Broadway Revival Cast[103]
- 1982 London Revival Cast[104][105]
- 1992 Broadway Revival Cast[106]
- 1995 Complete Studio Recording (features the entire score for the first time on CD; with Frank Loesser's daughter Emily com Sarah Brown; conducted by John Owen Edwards)[107]